# Тоторкулов, Алий Хасанович
Али́й Хаса́нович Тоторку́лов (карач.-балк. Тотуркъулланы Хасанны джашы Алий; род. 13 ноября 1961 года, Новый Карачай) — российский общественный деятель, политик и меценат, Председатель Президиума Российского конгресса народов Кавказа, председатель попечительского совета Фонда содействия развитию карачаево-балкарской молодёжи «Эльбрусоид», заместитель председателя Совета по делам национальностей при Правительстве Москвы.

## Биография
Родился в 1961 году в посёлке Новый Карачай Карачаевского района Ставропольского края (ныне Карачаево-Черкесская Республика).
В 1983—1985 годах служил в рядах Советской армии в городе Ульяновск.
В 1990 году окончил Московский коммерческий университет, по специальности экономист. Бизнесмен, генеральный директор ООО «Вэронд».
С 2003 года — президент Фонда содействия развитию карачаево-балкарской молодёжи «Эльбрусоид». С 2016 года — Председатель попечительского совета Фонда.
С 2007 года в Российском конгрессе народов Кавказа в статусе сопредседателя, с 2010 — председатель Исполкома, с 2012 года — председатель Президиума РКНК.
С 2010 года — председатель Совета межрегиональной общественной организации содействия сохранению и развитию карачаево-балкарских традиций «Барс Эль».
Президент Детско-юношеского клуба дзюдо «Эльбрусоид» (КЧР).
Заместитель председателя Совета по делам национальностей при Правительстве Москвы.

## Награды и почётные звания
В 2009 году за активную меценатскую деятельность и поддержку культуры и искусства присвоено звание заслуженного деятеля искусств Карачаево-Черкесской Республики.
Медаль им. И. Крымшамхалова в номинации «Общественная деятельность» (2009).
Медаль «Лермонтовского комитета» (2009).
Благодарность Совета Федерации Федерального Собрания Российской Федерации «За многолетнюю плодотворную деятельность, большой вклад в развитие межнациональных отношений и духовной культуры народов России, а также тесное сотрудничество с Советом Федерации Федерального собрания Российской Федерации» (2011).
Орден «За заслуги перед Уммой» II степени за просветительскую работу среди молодежи (2011).
Орден «За заслуги» Российского союза ветеранов Афганистана за заслуги перед Родиной и Отечеством (2012).
Почётный знак «За укрепление межнационального единства» (ГБУ «Московский дом национальностей») (2013).
Почётная грамота Республики Ингушетия «За большой личный вклад в укрепление межнациональных и межконфессиональных отношений и многолетнюю плодотворную общественную деятельность» (2014).
Грамота «За активную работу и личный вклад в дело формирования межнационального мира и согласия» (Правительство Москвы) (2014).
В 2014 году присвоены звания почётного гражданина города Карачаевска и Карачаевского муниципального района.
Благодарность «За активное участие в подготовке и проведении мероприятий, связанных с празднованием 70-летия Победы в ВОВ» (2015).
Международная награда тюркского мира «Красное яблоко» в номинации социально-ориентированный бизнес (2015).
Орден «За заслуги» Российского союза ветеранов Афганистана за активное участие в патриотическом воспитании молодёжи и за достойный вклад в дело укрепления дружбы между народами России, стран СНГ и Дальнего зарубежья (2016).
Благодарность Мэра Москвы «За большой вклад в укрепление межнационального мира и согласия в обществе и многолетнюю плодотворную работу по патриотическому воспитанию молодёжи» (2017).

## Семья
Женат, отец шестерых детей (три сына, три дочери).

## Общественная деятельность
Регулярно выступает в качестве эксперта в ведущих СМИ, является инициатором и организатором многих крупных культурно-просветительских и общественно-политических мероприятий федерального и регионального масштаба, направленных на поддержку молодёжи, популяризацию национальной культуры, гармонизацию межэтнических и межконфессиональных отношений.
Под началом Тоторкулова Алия Хасановича реализуются десятки проектов.
В рамках деятельности МОО «Барс Эль» и Фонда «Эльбрусоид» осуществляется проектная деятельность по следующим направлениям:
Сохранение национальных традиций, языка и культуры:
- Дублирование художественных, мультипликационных и документальных фильмов на разные языки народов России[6].
- Студия национального танца во всех офисах Фонда.
- Проект «Аудиокниги»[7].
- Проекты по патриотическому воспитанию[8].
- Международная конференция «Этногенез, история, язык и культура карачаево-балкарского народа» в рамках постоянно действующего Форума Российской академии наук «Историко-культурное наследие народов Евразии»)[9][10].

Культурно-просветительская деятельность:
- «Просвет» — организация для молодёжи бесплатных экскурсий, походов в театры, музеи, а также к историческим и природным достопримечательностям КЧР, КБР и Москвы.
- Издательство «Эльбрусоид» — выпуск художественной, научной, исторической литературы и др.[11][12].
- Студия документального и историко-документального кино[13].

Популяризация здорового образа жизни:
- Спортивные соревнования на призы «Эльбрусоида», акции и мероприятия.

Использование современных информационных технологий для сохранения и развития национального языка и культуры:
- Детские приложения для смартфонов и планшетов — создание обучающих и развивающих приложений на разных языках народов России.

Стимулирование и создание возможностей успешной самореализации молодёжи:
- Образовательные программы, компьютерные курсы, тренинги, семинары, курсы.
- Работа[какая?] с вузами, школами и детсадами.

Благотворительные, социальные и экологические проекты:
- Проект по предотвращению ДТП в КЧР, КБР, Ставропольском крае «Дорога — жизнь?!»[14].
- Экологический проект «Стоп-хлам» в Карачаево-Черкессии[15].
- Акции по сдаче донорской крови в 4 регионах страны, на постоянной основе.
- Благотворительный проект для детей-сирот и стариков, который реализуется в Кабардино-Балкарии и др.

Деятельность детско-юношеского спортивного клуба дзюдо в городе Черкесск. На данный момент[когда?] в клубе тренируются 25 кандидатов в мастера спорта, 5 мастеров спорта, 3 международных мастера спорта, более 20 призёров окружных (СКФО) соревнований, 10 призёров всероссийских соревнований, 5 призёров международных соревнований. 100 учеников обучаются в клубе. Более 10 человек состоит в сборной КЧР, 4 члена сборной России по разным возрастным группам. В рамках деятельности школы проводятся региональные и всероссийские соревнования. Ученики школы входят также в Олимпийскую сборную России.
В рамках деятельности ООД «Российский конгресс народов Кавказа» (РКНК) проектная деятельность осуществляется по следующим направлениям:
- Общественно-политическое («Кавказский форум российской молодёжи», проводится с 2010 года в курортном посёлке Домбай, в Карачаево-Черкесии, собирает молодёжь со всей России и стран СНГ, ведущих экспертов, академиков, политиков, культурных деятелей, спортсменов). Домбайский форум стал одной из лучших молодёжных интеллектуальных площадок страны, где формируются модели будущего России[16][16][17][18][19].

«На этот раз мы вышли за рамки кавказской и российской тематики первых двух форумов и замахнулись на международную тему евразийства»— сказал Глава РКНК Алий Тоторкулов, ТАСС 
- Образовательно-просветительское (мероприятия, направленные на профилактику ксенофобии в молодёжной среде, работа с вузами и помощь молодёжи в адаптации в столичном мегаполисе, конкурсы).
- Культурное (Московский фестиваль культуры народов Кавказа, проводится с 2011 года совместно с Правительством Москвы, собирает до 5000 гостей; конкурс «Классики о Кавказе» среди московских школьников и др.)[21][22][23][24][25][26][27][28].
- Научно-проектное и информационно-аналитическое (ежегодная Всероссийская конференция молодых ученых «Большой Кавказ — перспективы развития», разработка предложений и идей для госорганов и подготовка аналитических материалов по актуальным проблемам и т.д).
- Благотворительное (акции сдачи крови для нуждающихся, посещение детских домов, сбор средств на лечение детей и т. д.; проект «Кавказские сказки для детей-сирот» — создание аудиосборника, сказки озвучивали известные российские актёры, певцы и общественные деятели.
- Социальное, патриотическое и профилактическое (проект «Против лирики» — борьба с «аптечной» наркоманией в СКФО, злопоутреблением и нецелевым использованием некоторых лекарственных препаратов. 28 июня в регионах СКФО прошёл 7-тысячный митинг против этой социальной проблемы, а с 1 октября указом министра здравоохранения РФ аптечные «наркотики» вошли в перечень лекарственных средств, подлежащих предметно-количественному учёту[29].

Сам Тоторкулов об этой стороне деятельности своих общественных организаций говорит:
"…патриотическое воспитание — это один из краеугольных камней в деятельности как Российского конгресса народов Кавказа, так и Фонда «Эльбрусоид».
- Интернациональные молодёжные акции «Они защищали Родину».

## Политическая деятельность
В конце 2015 года Тоторкулов заявил о своём намерении баллотироваться в Государственную Думу Федерального Собрания Российской Федерации как самовыдвиженец. В марте 2016 был не допущен без объяснения причин к участию в праймериз партии Единая Россия.
В июле 2016 года Тоторкулов подал документы для регистрации в качестве кандидата в депутаты по одномандатному округу № 16 (Карачаево-Черкесия) .

Сам он так прокомментировал причину того, почему решил идти в депутаты ГД РФ: 
Мне не нужно любой ценой протиснуться в ГД РФ. Меня волнует социально-экономическое и политическое обнищание Республики.
За месяц команде Тоторкулова необходимо было собрать 10 тыс. подписей сторонников, поддерживающих его выдвижение. Однако уже к августу (с 15 июля) было собрано более 50 тыс. подписей избирателей (около 20 % от общего числа избирателей региона), что демонстрировало высокую поддержку населением кандидатуры Тоторкулова А. Х. как народного избранника. 
Спешу сообщить вам радостную новость — 50 тысяч подписей собраны. Со вчерашнего дня идёт тщательная проверка уже отобранных ранее подписных листов, и скоро мы закончим всю подготовительную процедуру. Сегодня целый день подписывал каждый лист, как того требует закон, — написал Тоторкулов на своей странице в Facebook.
11 августа Республиканская избирательная комиссия получила настоятельную рекомендацию от ЦИК РФ зарегистрировать А. Х. Тоторкулова.
12 августа Избирком КЧР отказал ему в регистрации под формальным предлогом, что небольшая часть собранных подписей сомнительна. Впрочем, найденные незначительные упущения были своевременно устранены. Однако при голосовании был нарушен регламент процедур. Юристы предоставили Избиркому необходимые документы, подтверждающие подлинность данных подписей. 12 августа ЦИК РФ рекомендовал окружному избиркому повторно переголосовать за вынесенные постановления.. 12 и 13 августа РИК саботировал рекомендацию ЦИК, некоторые члены избиркома не явились на переголосование. 12 августа Избирком КЧР подал в суд на Избирком КЧР, чтобы затянуть процесс регистрации. 15 августа кандидат от партии «Зеленые» Джантемиров Мурадин подал в суд на Избирком КЧР, тоже по вопросу регистрации Тоторкулова. 19 августа Верховный суд КЧР вынес решение, в котором обязал избирком КЧР внести в постановление об отказе пункт о несуществующей (отмененной в 2003 году) судимости. 22 августа ЦИК РФ по жалобе кандидата А. Х. Тоторкулова отменил решение избиркома КЧР и обязал РИК повторно рассмотреть этот вопрос после решения Верховного суда РФ. ЦИК называет решение Верховного суда КЧР беспрецедентным и невиданным в практике страны и обещает прислать комиссию из числа членов ЦИК, Генпрокуратуры, Следственного комитета и МВД РФ, считая ситуацию в КЧР очень тревожной. 23 августа Алий Тоторкулов подал апелляцию в Верховный суд РФ на решение Верховного суда КЧР. 31 августа коллегия Верховного суда РФ оставила без изменения решение Верховного суда КЧР.
Таким образом, Алий Хасанович не был допущен до этапа голосования, а предвыборные события в КЧР стали одной из самых спорных и горячих кампаний 2016 года.
Сложившаяся ситуация подняла серьёзные протестные настроения в республике, сторонники Тоторкулова собирались выходить на мирные митинги, но сам политик не хотел эскалации конфликта и успокаивал горячие головы, призывая не накалять ситуацию.
Осенью того же года, после безуспешного обращения в Президиум Верховного Суда РФ, Тоторкулов подал ходатайство в Конституционный суд страны. Спустя практически год КС РФ вынес решение, в котором признал незаконность отказа Тоторкулову в регистрации кандидатом в депутаты ГД РФ. Косвенное признание неправоты Верховных судов РФ и Карачаево-Черкесии частично восстановило справедливость[нейтральность?].
После выборов в ГД РФ Тоторкулов продолжил свою общественно-политическую, меценатскую и благотворительную деятельность.